# Гравюры (сборник)
«Гравюры» — сборник рассказов русского писателя Виктора Гликмана. Опубликован в Санкт-Петербурге в октябре 1921 года тиражом 800 экз., из них двадцать семь именных. 
Включал в себя восемь рассказов.

## Содержание
Сборник включал в себя восемь стилизованных рассказов из эпохи XVI, XVII, XVIII веков.
(Масон, Рыцарь Бергэм, Приключение, Записки каноника, Ловец человеков, Новелла 59-я,Откровение,Короткая сказка)

## Отзывы критики
Книга вызвала гнев большевистской критики. Один из таких отрицательных отзывов был напечатан в «Новом мире»:

Пролетарий может ознакомиться с книгой, чтобы знать, чем живет сейчас побежденный им класс.— Новый мир. 1922. № 1. Стлб. 276.
Сергей Бобров также отрицательно оценил книгу, тем не менее похвалив ее в конце рецензии:

Бледность… безвредные и незлобивейшие анекдотики, не могущие, конечно, никого заинтересовать своим содержанием.

…Тем не менее читаются все эти бонбоньерочки очень легко, и автор их, очевидно, некоторых способностей не лишен.— Печать и революция. 1922. Кн. 1. С. 294.
Были и положительные отзывы на книгу. К примеру, Василий Немирович-Данченко отметил в своей рецензии «полуулыбку сдержанной иронии, сквозящей в самых трагических эпизодах воскрешаемых былей».